# つらら女

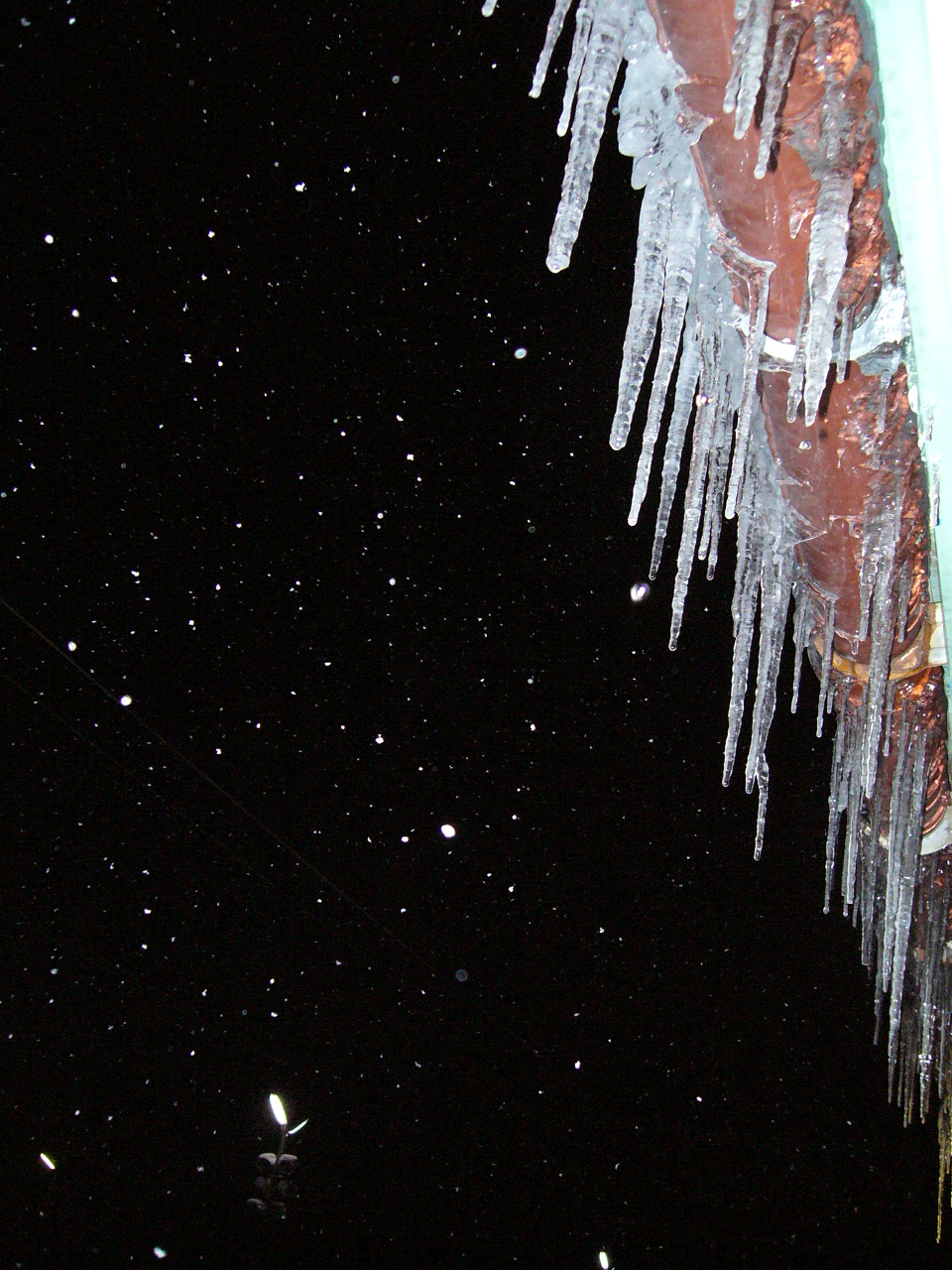
青森県のつらら

つらら女（つららおんな）は、日本に伝わる民話。人間の女になったつららの物語で、雪女と混同される場合が多い。

## あらすじ
独身の男が、自分の家の軒下にぶら下がったつららを見つつ「このつららのように美しい妻が欲しい」と嘆いていると、その願いの通り美しい女が現れ、妻にして欲しいと願う。この女はつららの化身だったのだが、その顛末には諸説ある。
その1 - 東北地方、青森県、新潟県
氷柱女房（しがまにょうぼう、つららにょうぼう）ともいう。女は男と夫婦になったが、なぜか風呂に入るのを嫌がった。男は無理に勧めて入浴させたが、女は一向に上がってこない。心配した男が風呂を覗くと、女の姿はなく、湯船に氷の欠片がわずかに浮かんでいた。
その2 - 秋田県
上記と類似した話だが、この秋田の話のみ、独身男のもとに女が現れて結婚を願う話ではない。
大雪の夜、とある夫婦の家を1人の女が訪ね、宿を借りたいと頼んだ。夫婦は快く承知した。
そのまま雪で外出もままならない日々が続き、女はその家に泊まり続けた。夫婦は気を利かせて風呂を沸かしたが、女はなかなか入らない。しかし夫婦の勧めを断りきれず、女は悲しげに入浴した。ところが女は一向に上がってこない。
心配した夫婦が風呂を覗くと、女の姿はなく、天井から1本のつららがぶら下がっていた。
その3
急にやって来た女は男と結婚したものの、春になると、女は姿を消してしまった。男は女に逃げられたものと思い悲しんだが、その年の内に別の女と再婚した。
そして冬。男のもとへ、あの女がまた現れた。男が再婚したことを知った女は怒りのあまり、つららに姿を変えて男を刺し殺してしまった。

## 類似の民話
同様に、つららの美しさに見惚れていた独身男のもとに女が現れて妻にして欲しいと願い、その女の正体がつららだったという民話は各地にあり、それぞれ顛末が異なる。
すが女房 - 山形県
結婚祝いの席でのこと。女が酒の燗をつけに台所に行ったが、なかなか戻らない。待ちきれない男が台所に行くと女の姿はなく、水浸しの着物があった。つららの化身の女は、台所の火の熱で溶けてしまったのである。
かねこおり女房 - 越後国（現・新潟県）
急にやって来た女は男と結婚したものの、春になると、女は姿を消してしまった。男は女に逃げられたものと思い悲しんだが、独り暮しの不便さに耐え切れず、別の女と再婚した。
そして冬。軒下に大きなつららがぶら下がっていた。男は通行に邪魔といって、つららを叩き落した。家の中にいた妻が、男の悲鳴を聞いた。驚いて外へ出ると、男はつららに首を貫かれて死んでいた。